# Thaïlande aux Jeux mondiaux de 2017
Cet article contient des informations sur la participation et les résultats de la Thaïlande aux Jeux mondiaux de 2017 à Wrocław en Pologne.

## Médailles

### Or
| Sport              | Discipline               | Sportifs                                  |
| Médailles d'or : 3 |                          |                                           |
| Boules             | Pétanque - Double femmes | Nantawan Fueangsanit Phantipha Wongchuvej |
| Muay-thaï          | Hommes -57 kg            | Wiwat Khamtha                             |
| Muay-thaï          | Hommes -71 kg            | Suppachai Muensang (en)                   |

### Argent
| Sport                  | Discipline                           | Sportifs                               |
| Médailles d'argent : 5 |                                      |                                        |
| Boules                 | Pétanque - Hommes - Tir de précision | Thanakorn Sangkaew                     |
| Boules                 | Pétanque - Double hommes             | Sarawut Sriboompeng Thanakorn Sangkaew |
| Boules                 | Pétanque - Femmes - Tir de précision | Nantawan Fueangsanit                   |
| Muay-thaï              | Femmes -51 kg                        | Apasara Koson                          |
| Sports aériens         | Paramoteur                           | Kittiphob Phrommat                     |

### Bronze
| Sport                                      | Discipline                   | Sportifs                   |
| Médailles de bronze : 2 (+2 démonstration) |                              |                            |
| Muay-thaï                                  | Hommes -67 kg                | Anueng Khatthamarasri (en) |
| Sumo                                       | Femmes - Poids lourds        | Viparat Vituteerasan       |
| Aviron indoor (dem.)                       | Hommes - 2000 m Poids légers | Jaruwat Saensuk (en)       |
| Aviron indoor (dem.)                       | Femmes - 2000 m Poids légers | Phuttharaksa Neegree (en)  |